# 雨のち晴れ (INFINITY16の曲)
「雨のち晴れ」（あめのちはれ）は、INFINITY16の11枚目のシングル。2012年4月25日にFar Eastern Tribe Recordsから発売された。

## 概要
前作から4ヵ月振りのリリース。

## 収録曲
1. 雨のち晴れ welcomez MINMI & JAY'ED
2. ぐいぐい welcomez 笑連隊
3. 雨のち晴れ [inst]
4. ぐいぐい [inst]

| スタブアイコン | サブスタブ | この項目は、まだ閲覧者の調べものの参照としては役立たない、シングルに関連した書きかけの項目です。この項目を加筆・訂正などしてくださる協力者を求めています（P:音楽/PJ:楽曲）。 |